# Ludwig Steil
 (décembre 2014).
Ludwig Steil (Remscheid-Lüttringhausen, 29 octobre 1900 ― Dachau, 17 janvier 1945) est un pasteur évangélique allemand et un martyr de l’Église confessante.

## Biographie
En 1924, au terme de ses études de théologie évangélique à Bonn, Münster, bbytyt Berlin et Utrecht, Steil passe son premier examen théologique à Coblence. Entre 1925 et 1926, il remplit l’office de vicaire au séminaire protestant de Wittenberg et devient en 1926, après son deuxième examen théologique, inspecteur des études au séminaire de Preetz (Holstein). En 1927, on le retrouve prédicateur auxiliaire à Lüttringhausen, puis, de 1928 à 1929, administrateur de paroisse à Barmen-Gemarke, et à partir de 1929 pasteur à Holsterhausen (Wanne-Eickel, commune de Herne).
Pendant ses années d’étudiant, Steil s’engage dans l’Association estudiantine chrétienne d’Allemagne (Deutsche Christliche Studentenvereinigung, dissoute en 1938 sur ordre des nazis). En 1933, lors de la querelle avec les Chrétiens allemands, Steil rédige à Bochum, conjointement avec Hans Ehrenberg (1883–1958), une profession de foi, laquelle est signée ensuite par plus d’une centaine de pasteurs de Westphalie. Devenu une des principales personnalités l’Église confessante en Westphalie, Steil déploie son activité non seulement dans la circonscription ecclésiastique de Herne, mais aussi à l’échelon de toute la section provinciale de l’Église évangélique westphalienne. Dans la période de 1934 à 1936, il prend part, en tant que membre du Conseil confrérial de Westphalie, aux synodes de l'Église confessante à Barmen, Berlin-Dahlem, Augsbourg et Bad Oeynhausen. Sous la présidence de Karl Koch (1876–1951), il fait partie de la direction spirituelle de l’Église confessante de Westphalie. 

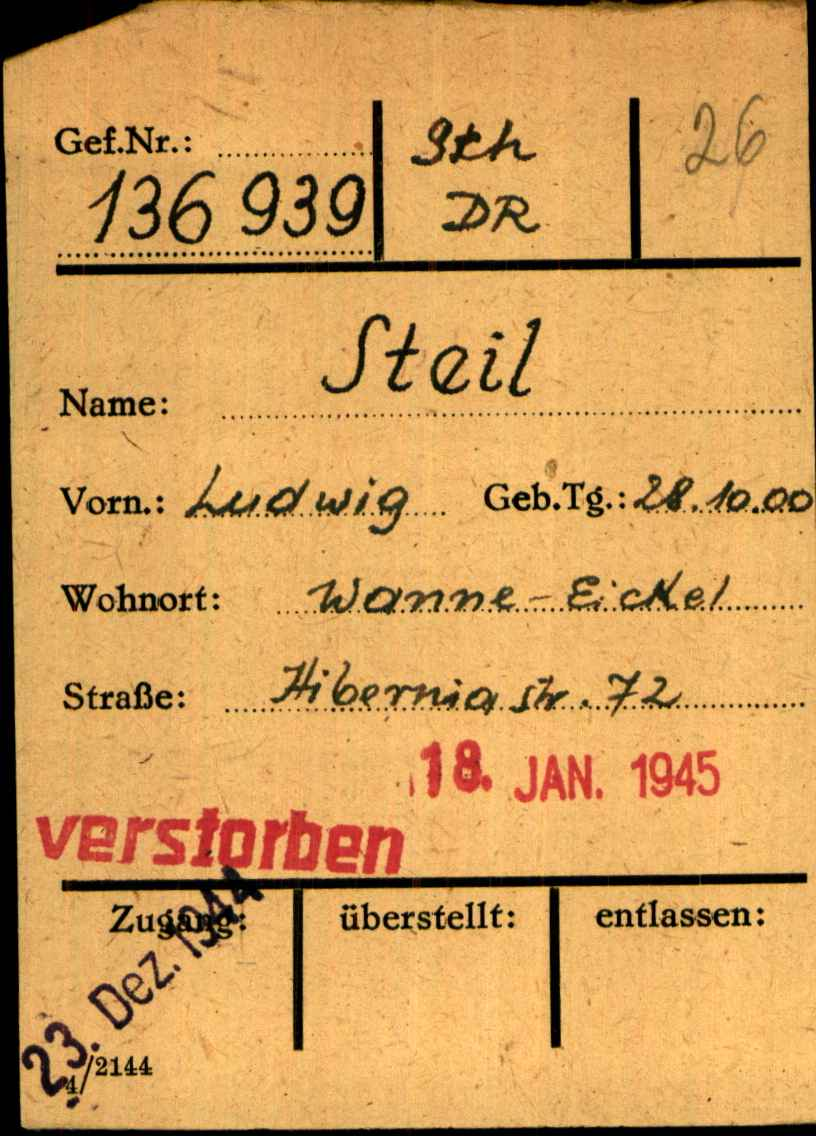
Carte d'enregistrement de prisonnier de Ludwig Steil au camp de Dachau.

À la suite d’une conférence qu’il a intitulée Dieu se tait-il à la guerre ?, il est arrêté le 11 septembre 1944 par la Gestapo et, après des séjours dans les prisons de Dortmund et Herne, il est finalement déporté, le 5 décembre 1944, au camp de concentration de Dachau, où il meurt le 17 janvier 1945 des suites d’une pneumonie.

## Ouvrages rédigés par Ludwig Steil
- Ein vollendetes Leben, Schriften-Missions-Verlag 1947
- Das hohepriesterliche Gebet, Schriften-Missions-Verlag 1954